# Glyphiulus multicarinus
Glyphiulus multicarinus är en mångfotingart som beskrevs av Zhang och Li 1982. Glyphiulus multicarinus ingår i släktet Glyphiulus och familjen Glyphiulidae. Inga underarter finns listade i Catalogue of Life.